# Les revetlles de Radio City
Les revetlles de Radio City (original: Radio City Revels) és una pel·lícula de comèdia musical estatunidenca de 1938 dirigida per Benjamin Stoloff i protagonitzada per Bob Burns, Jack Oakie i Ann Miller. Està doblada al català.
Els decorats de la pel·lícula van ser dissenyats pel director d'art Van Nest Polglase. Tot i que està ambientada a la ciutat de Nova York, concretament a Radio City, gran part de la pel·lícula es va rodar als estudis de Califòrnia de RKO. La companyia havia planejat originalment fer la pel·lícula el 1934 protagonitzada per Fred Astaire i Ginger Rogers. L'any 1937 el projecte es va recuperar amb un nou repartiment.

## Argument
Un equip d'escriptura de cançons en dificultats aconsegueix l'èxit quan un aspirant a escriptor arriba a Nova York que compon obres mestres mentre dorm. Comencen a apropiar-se de la seva obra, aconseguint grans èxits.

## Repartiment
- Bob Burns com Lester Robin
- Jack Oakie com Harry Miller
- Kenny Baker com Kenny Baker
- Ann Miller com Billie Shaw
- Victor Moore com Paul Plummer
- Milton Berle com Teddy Jordan
- Helen Broderick com Gertie Shaw
- Jane Froman com Jane Froman
- Buster West com Squenchy
- Richard Lane com Crane
- Charles Coleman com majordom
- Don Wilson com Don Wilson
- Hal Kemp i la seva orquestra com ells mateixos
- Rosalind Marquis com cantant
- Kirby Grant com cantant
- Bobby Barber com cambrer

## Recepció
Segons els registres de RKO, la pel·lícula va tenir una pèrdua de 300.000 dòlars. Va rebre una acollida variada per part dels crítics de Variety i The New York Times que van ser negatius sobre aspectes de la pel·lícula mentre elogiaven l'actuació de l'estrella emergent Ann Miller.